# ナシ属
ナシ属 (Pyrus) は、バラ目バラ科の植物分類項目の一つ。バラ科のうちリンゴ属やナシ属などの仁果様の果実（種とそれを包む芯をさらに果肉が包む構造の果実）を収穫するものを仁果類という。

## 概要
中国西部・南西部が発祥地と考えられている。ナシ属には西に移動したセイヨウナシや、東に移動した和ナシなど約30種が含まれる。ほとんどの種は落葉樹である。花は5弁花で、多くの種では白色だが、まれに黄色やピンクのものもある。果実は食用となり、セイヨウナシのようにびん形のものや、ナシのようにリンゴに似た球形なものなどがある。
日本に分布するナシ属の野生植物は、本州（北東北を除く）に自生するニホンヤマナシ（日本山梨）のほか、東北地方北部にイワテヤマナシ（岩手山梨）、関東地方西部と長野県・山梨県・静岡県にアオナシ（青梨）、東海地方にマメナシ（豆梨）が自生する。

## 種類
- 学名：Pyrus amygdaliformis （英名：Almond-Leaved Pear, Almond Pear）

南ヨーロッパから地中海、西アジアに分布する。
- 学名：Pyrus pyraster （英名：Wild Pear, European Wild Pear）
- ヤナギバナシ（柳葉梨）- 学名：Pyrus salicifolia （英名：Willow-Leaved Pear）

ヨーロッパ東南から西・中央アジアに分布する。若葉は銀白色の綿毛に覆われる。果実は洋ナシ形、葉はヤナギのように細長く、観賞用には葉が垂れるものもある。
- ユキナシ（雪梨） - 学名：Pyrus nivalis （英名：Snow Pear）
- セイヨウナシ（西洋梨） - 学名：Pyrus communis
  - セイヨウナシ（西洋梨） - 学名：Pyrus communis var. sativa （英名：European Pear）

主に食用に用いる栽培品種。世界中で生産されている。
- ヒマラヤナシ・インドナシ - 学名：Pyrus pashia （英名：Himalayan Pear, Indian Wild Pear）

小～中の落葉低木。ヒマラヤ、インド、アフガニスタン、中国南西部、など南アジアを含み広く分布する。果実は食用や観賞用にも用い栽培されている。
- ニホンヤマナシ（日本山梨）・ヤマナシ（山梨） - 学名：Pyrus pyrifolia

日本本州、朝鮮半島南部、中国に分布する。和ナシの接ぎ木に用いる。果樹として商業利用する和ナシの多くがこの種に由来する。
- ニホンナシ（日本梨）・ワナシ（和梨） - 学名：Pyrus pyrifolia var.culta （英名：Japanese Pear）

日本で最も流通し食用に用いる一般的なナシ、栽培品種。
- ホクシヤマナシ（北支山梨） - 学名：Pyrus ussuriensis

朝鮮半島北部、中国東北部から北部に分布する。果樹として商業利用するチュウゴクナシの多くがこの種に由来する。
- チュウゴクナシ（中国梨）・シナナシ - 学名：Pyrus ussuriensis var.sinensis （英名：Chinese Pear）

主に食用に用いる栽培品種。
- イワテヤマナシ（岩手山梨）・ミチノクナシ（陸奥梨） - 学名:Pyrus ussuriensis var. aromatica

日本北東北地方に分布する自生植物で、ホクシヤマナシの近縁種。古い時代に野生化したニホンナシとの交配が進み、環境省レッドリスト（2007年）では絶滅危惧IA類(CR)に、同リスト(2012年）では絶滅危惧IB類(EN)に選定されている。現在は純粋な品種は岩手県にしかないという報告もあり、保護が望まれている。ホクシヤマナシ、チュウゴクナシはミチノクナシと同一種ともされる。
- アオナシ（青梨） - 学名：Pyrus ussuriensis var. hondoensis

イワテヤマナシの変種、日本関東地方西部、中部地方の一部に分布する。朝鮮半島や中国東北部の町付近の山林に少数分布する。
- マメナシ（豆梨）・イヌナシ（犬梨） - 学名：Pyrus calleryana （英名：Callery Pear）

日本東海地方、朝鮮半島、中国南部に分布する。果実は小さく、観賞用や接ぎ木に用いる。
- ホクシマメナシ（北支豆梨）・マンシュウマメナシ（満州豆梨） - 学名：Pyrus betulifolia （英名：Birchleaf pear）

中国北部に分布する。接ぎ木に利用されることもある。
- タイワンイヌナシ（台湾犬梨） - 学名：Pyrus kawakamii （英名：Evergreen Pear）

台湾に分布する。